# Thyreosthenius biovatus
Thyreosthenius biovatus (O. P.-Cambridge, 1875) è un ragno appartenente alla famiglia Linyphiidae. È la specie tipo del genere.

## Biologia
Questo ragno è mirmecofilo, cioè vive in associazione con le formiche; in particolare è stato osservato all'interno delle colonie di Formica fusca L., Formica pratensis Retzius, Formica rufa L. e Formica rufa var. rufopratensoides Forel, dove le femmine vanno anche a deporre le uova.

## Distribuzione
La specie è stata rinvenuta in varie località della regione paleartica.

## Tassonomia
Al 2012 non sono note sottospecie e non sono stati esaminati nuovi esemplari dal 1991.